# 法道寺 (横須賀市)
法道寺（ほうどうじ）は、神奈川県横須賀市須軽谷に在する日蓮宗の寺院。
山号は、龍谷山（りゅうこくざん）。旧本山は大明寺（六条門流）。奠師法縁。
法道とは、天竺＝印度の意味。

## 起源
1499年（明応8年）創建。開山は大明寺歴代の住職、法性院日道。開基は鎌倉源氏の武将、野呂・廣川氏（鎌倉大仏建立の名に記述あり）。

## 歴史
三浦本山である金谷山大明寺の末寺にあたり、開山上人滅後100年間は大明寺を隠居された上人が歴代となり、師弟教育を行った学問寺であった。

## 寺院周辺
- 武山
- 三浦海岸
- 長井海の手公園 ソレイユの丘
- オーシャンリゾートホテルマホロバマインズ三浦
- 三浦マホロバ温泉

## 交通アクセス
- 横浜横須賀道路衣笠インターチェンジ→三浦縦貫道路終点から車15分
- 京浜急行電鉄三浦海岸駅からバス20分